# 江西人民出版社
江西人民出版社是中华人民共和国的一家地方出版机构。该机构建立于1951年11月，位于江西省南昌市三经路47号附1号，隶属江西出版集团。